# 兵食
株式会社兵食（ひょうしょく、英文名称HYOSHOKU CO.,LTD.）は、兵庫県に本社を置く冷蔵倉庫会社。

## 沿革
- 1948年12月 - 兵庫食糧倉庫株式会社設立、倉庫事業開始
- 1955年1月 - 神戸灘冷蔵庫（1968年に売却）にて冷蔵倉庫事業開始
- 1956年12月 - 大阪市に木津冷蔵庫新設
- 1972年8月 - 摂津冷蔵庫株式会社を吸収合併（倉庫は1981年に売却）
- 1977年月 - 明石市に明石冷蔵庫新設
- 1982年6月 - 六甲アイランドに、六甲アイランド冷蔵庫新設
- 1987年10月 - 神戸製鋼所と合弁で、株式会社ツインフーズ設立
- 2015年11月 - 木津冷蔵庫の営業を終了
- 2017年2月 - 明石冷蔵庫の営業を終了
- 2017年10月 - ツインフーズを合併
- 2018年4月 - 尼崎冷蔵庫増設（自動倉庫新設 12,000トン）
- 2019年1月 - ウノシッピングを合併

## 稼働中の倉庫
- 五突冷蔵庫 神戸市中央区小野浜町13番1号 28,000トン
- 六突冷蔵庫 神戸市中央区小野浜町14番4号 13,000トン
- 六甲アイランド冷蔵庫 神戸市東灘区向洋町西2丁目 30,000トン
- 七突冷蔵庫 神戸市中央区小野浜町9番61号 8,000トン
- 八突冷蔵庫 神戸市中央区小野浜町9番96号 28,000トン
- 東部冷蔵庫 神戸市東灘区深江浜町１0番 13,000トン
- 尼崎冷蔵庫 兵庫県尼崎市南初島町12番12 36,000トン
- 市川冷蔵庫 千葉県市川市東浜1丁目１番1 30,000トン

## 関連会社
- エッチ・ケー食品株式会社
- 兵食運輸株式会社
- 宇野国際貨運代理有限公司